# Pachyplocia
Pachyplocia là một chi bướm đêm thuộc họ Geometridae.